# 源親治
源 親治（みなもと の ちかはる）は、平安時代末期の武将。下野権守・源親弘の子。宇野七郎とも名乗る。大和源氏の祖・源頼親から数えて五代目にあたる。

## 略歴
大和国宇智郡宇野荘に住した。久安元年（1145年）、興福寺の衆徒が金峰山寺を攻めた時には、金峰山側について戦った。保元元年（1156年）に勃発した保元の乱において、崇徳上皇、藤原頼長方に加担。兵を率いて京に入ろうとするところを、警護にあたっていた敵方の平基盛に見咎められ、合戦の末に敗れて捕虜となる。本戦の間は獄舎に繋がれていたが、戦後赦免されて本拠の大和に帰された。これは、親治が大和国内で興福寺と対立関係にあることに目をつけた後白河天皇による、興福寺牽制のための政治的措置だったと言われている。治承4年（1180年）の以仁王の挙兵の際は、息子を源頼政に応じさせた。
後代、南北朝期の武将4代孫の大森彦七や戦国期の武将土方雄久、隈部親永などが親治の末裔を称している。